# Peckhamia americana
Espèce
Synonymes
- Synageles americana Peckham & Peckham, 1892

Peckhamia americana est une espèce d'araignées aranéomorphes de la famille des Salticidae.

## Distribution
Cette espèce se rencontre aux États-Unis, au Mexique et à Hispaniola.

## Description
La femelle holotype mesure 5 mm.
Le mâle décrit par Peckham et Peckham en 1909 mesure 4 mm et la femelle 5 mm.

## Systématique et taxinomie
Cette espèce a été décrite sous le protonyme Synageles americana par Peckham et Peckham en 1892. Elle est placée dans le genre Peckhamia par Peckham et Peckham en 1909.

## Publication originale
- Peckham & Peckham, 1892 : « Ant-like spiders of the family Attidae. » Occasional Papers of the Natural History Society of Wisconsin, vol. 2, no 1, p. 1-84 (texte intégral).